# Konstantín Lavrónenko
Konstantín Nikoláyevich Lavrónenko  (en ruso: Константи́н Никола́евич Лавро́ненко; nacido el 20 de abril de 1961) es un actor ruso. El obtuvo el galardón de Mejor Interpretación masculina en el Festival de Cannes de 2007 por su personaje principal en The Banishment.

## Biografía
Nació el 20 de abril de 1961 junto a una familia de clase trabajadora. Su infancia y juventud fueron en Rostov. Desde muy joven soñaba con convertirse en artista, imitó a Arkady Raikin, desde los 14 años estudió con su hermana mayor en un círculo dramático.
Trabajó en el Teatro Satiricón de Moscú, participó en los proyectos de New European Theatre. Con un grupo teatral salió de gira por Alemania y Bélgica. Por su propia admisión, el significado de la vida siempre se ha visto en el amor, pero nunca se le ha ofrecido interpretar a un héroe en el escenario o en una película.
El debut de Lavronenko en el cine tuvo lugar en 1984. Luego, en 1987 se casó con la actriz Lydia Petrakova y tuvieron una hija.

## Premios y distinciones
Festival Internacional de Cine de Cannes
| Año  | Categoría   | Película | Resultado |
| ---- | ----------- | -------- | --------- |
| 2007 | Mejor actor | Izgnanie | Ganador   |